# Extinct Birds

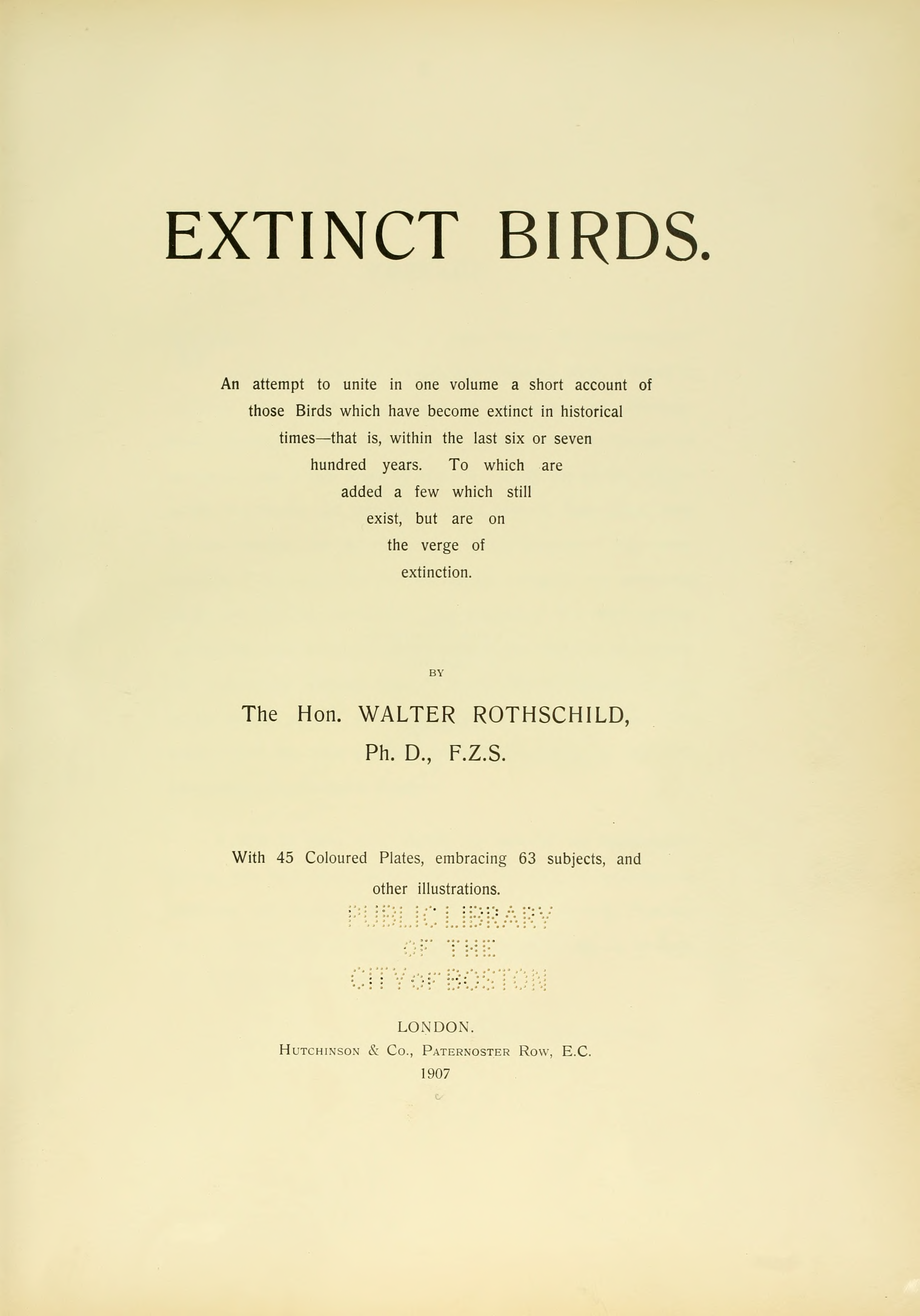
Rothschilds Buch „Extinct Birds“.

Extinct Birds (kompletter Titel: Extinct birds : an attempt to unite in one volume a short account of those birds which have become extinct in historical times : that is, within the last six or seven hundred years : to which are added a few which still exist, but are on the verge of extinction) ist ein Werk des britischen Zoologen Walter Rothschild, das im Jahre 1907 in einer Auflage von nur 300 Stück im Verlag Hutchinson and Co. in London veröffentlicht wurde. Jedes Exemplar ist registriert und von Rothschild persönlich signiert.

## Aufbau
Der Aufbau des Buches ist in drei Teile gegliedert. Im ersten Teil stellt Rothschild in chronologischer Reihenfolge Literatur über ausgestorbene Vogelarten von 1590 bis 1907 vor, darunter mehrere Werke über den Dodo und Studien über die ausgestorbene Avifauna der Maskarenen und Neuseelands. Im Hauptteil werden auf 238 Seiten Vogeltaxa beschrieben, die vor und nach dem Jahr 1500 ausgestorben sind, hypothetische Arten, deren Existenz nur durch Zeichnungen oder schriftliche Aufzeichnungen belegt sind, extrem seltene aber auch heute ungültige Arten. Die 45 Farbillustrationen und vier Schwarzweißzeichnungen im Bildteil stammen von John Gerrard Keulemans, George Edward Lodge, Henrik Grönvold, Frederick William Frohawk und Joseph Smit.
In nachfolgenden Werken über ausgestorbene Vogelarten wurde Rothschilds Werk oft zitiert. So veröffentlichte Errol Fuller im Jahre 1987 ein gleichnamiges Buch, in dem er Illustrationen aus Extinct Birds verwendete und Rothschilds Nichte Miriam das Vorwort verfasste. 2012 veröffentlichten Julian Pender Hume und Michael Walters ebenfalls ein gleichnamiges Buch, in dem viele in Rothschilds Buch genannte Taxa entweder als zweifelhaft oder als ungültig angesehen werden.

## Kritik
In einer Besprechung des Werkes im Journal The Auk aus dem April 1907, zeigte sich der Rezensent enttäuscht. Er bemängelte, dass von den etwa 166 im Buch vorgestellten Vögeln nur 76 Arten beschrieben werden, die zwischen dem 17. und 19. Jahrhundert ausgestorben sind, während 90 Vogelarten von den Maskarenen, Madagaskar oder Neuseeland erwähnt werden, die nur durch subfossiles Knochenmaterial der letzten 700 Jahre bekannt geworden sind. Des Weiteren wurde beanstandet, dass beispielsweise der Bermuda-Sturmvogel, eine Vogelart, über die es zwischen dem 17. Jahrhundert und den 1950er-Jahren keinen Nachweis gab, nicht berücksichtigt wurde. Von den 45 Bildtafeln wurden einige als nicht glaubwürdig kritisiert, da beispielsweise der Schwanz von Ara erythrura im Textteil als komplett rot beschrieben wird, auf der Illustration allerdings eine markante blaue Spitze zu sehen ist.

### Primärliteratur
- Rothschild, Walter (1907): Extinct Birds (Online-Ausgabe)
- Rothschild, Walter (1907): On extinct and vanishing birds. Proceedings of the 4th International Ornithological Congress 1905, London: 191–217.

### Sekundärliteratur
- Fuller, Errol (1987). Extinct Birds. Penguin Books (England). ISBN 978-0-670-81787-0.